# 笹倉綾人
笹倉 綾人（ささくら あやと、1月19日 - ）は、日本の漫画家、イラストレーター、原画家。女性。千葉県出身、東京都在住。

## 経歴
1980年代生まれ。
2002年（平成14年）、「放課後の教室風景」でアンソロジー『小鳥館 1』（茜新社）よりデビュー。
旧・ペンネームは佐倉 綾乃（さくら あやの）。主に女性向けの漫画を描く際に用いていた。現在のペンネームは旧名の佐倉綾乃に由来する。先頭に「さ」を加え、「乃」を「人」に変えたとのこと。
『電撃萌王』にてイラストを描いていたところ「いとうのいぢのイラストを漫画で動かせそうな人」を探していた担当編集者の目にとまり『月刊コミック電撃大王』にて漫画版『灼眼のシャナ』の連載が開始された。
漫画版『灼眼のシャナ』は全10巻発刊され、累計発行部数は単行本4巻発行時に120万部、7巻時点では162万部を超えている。
成人向け漫画は2010年（平成22年）からしばらく休止していたが、2013年（平成25年）に茜新社の『Juicy』で再開した。

## 作品リスト

### 一般向け
漫画
- 『灼眼のシャナ』 （原作:高橋弥七郎・キャラクターデザイン:いとうのいぢ）
（2005年4月号 - 2011年10月号、メディアワークス - アスキー・メディアワークス『月刊コミック電撃大王』連載、全10巻）
- 『アクセル・ワールド/デュラル マギサ・ガーデン』 （原案:川原礫）
（2012年3月号 - 2017年8月号、アスキー・メディアワークス『月刊コミック電撃大王』連載、全8巻）
- 『ホーキーベカコン』 （原案：谷崎潤一郎『春琴抄』より 船場言葉監修：Mint）
（2018年1月号 - 2019年9月30日更新分、KADOKAWA『電撃G'sコミック』連載、全3巻）
  1. 2019年3月6日発売[7]、ISBN 978-4-04912-168-1
  2. 2019年3月6日発売[8]、ISBN 978-4-04912-169-8
  3. 2019年11月9日発売[9]、ISBN 978-4-04912-882-6
- 『アエカナル』
（2020年6月30日更新分 - 2022年7月29日更新分、KADOKAWA『電撃G'sコミック』連載、〈電撃コミックスNEXT〉、全4巻）
  1. 2021年1月27日発売[10]、ISBN 978-4-04913-628-9
  2. 2021年7月27日発売[11]、ISBN 978-4-04913-882-5
  3. 2022年2月26日発売[12]、ISBN 978-4-04914-239-6
  4. 2022年9月26日発売[13]、ISBN 978-4-04914-599-1
- 『朱色のステラ～伊達朱里紗～』（協力:伊達朱里紗）
（2023年1月号 - 、竹書房『近代麻雀』連載）

ライトノベル
- 『泣空ヒツギの死者蘇生学』イラスト、2008年10月10日発売[14]、著：相生生音、アスキー・メディアワークス〈電撃文庫〉、ISBN 978-4-04-867275-7

### 成人向け
漫画
1. 『少女流幸福攫取論』 2004年6月25日発売[15]、茜新社〈TENMA COMICS〉、ISBN 4-87182-678-3
2. 『たいらんと♥ぱにっしゅ』 2008年6月28日発売[16]、茜新社〈TENMACOMICS RIN〉、ISBN 978-4-86349-005-5
3. 『少年ドルチェ』 2009年12月18日発売[17]、茜新社〈TENMA COMICS〉、ISBN 978-4-86349-118-2

アダルトゲーム
- 『Flyable Heart』 （2009年3月19日発売、ソフパル、ぺろ・いとうのいぢと共に原画を担当）
- 『君の名残は静かに揺れて』 （2010年5月28日発売、ソフパル、ぺろ・いとうのいぢと共に原画を担当）
- 『Flyable CandyHeart』 （2011年2月25日発売、ソフパル、ぺろ・いとうのいぢと共に原画を担当）